# Santo Antônio da Fortaleza
Santo Antônio da Fortaleza é um distrito do município brasileiro de Ferros, no interior do estado de Minas Gerais. Segundo o censo demográfico de 2022, realizado pelo Instituto Brasileiro de Geografia e Estatística (IBGE), sua população era de 540 habitantes e havia 203 domicílios particulares permanentes ocupados. Possui área de 117,41 km² conforme a Fundação João Pinheiro (FJP).
De acordo com o IBGE, em 2010 a população era de 733 habitantes e havia 281 domicílios particulares.
Foi criado pela lei nº 336 de 27 de dezembro de 1948. Está situado a 35 quilômetros do distrito-sede e suas principais atividades econômicas são o comércio, pecuária, agricultura, agroindústria e mineração.